# Dub za Velkou Houkvicí
Dub za Velkou Houkvicí, také zvaný Dub U Houkvice nebo Král Petrovických dubů, je významný strom a jeden z deseti nejmohutnějších dubů v České republice. Roste v městské části Petrovice nad Orlicí města Týniště nad Orlicí v okrese Rychnov nad Kněžnou.

## Základní údaje
- název: Dub za Velkou Houkvicí[2], Dub U Houkvice[1]
- výška: 29 m (1940)[2], 35 m (2001)[1]
- obvod: 780 cm (1940)[2], 893 cm (2001)[1], 890 cm (2006)[3], 920 cm (ve 100 cm, 2009)[4]
- věk: 500 let (1940)[2], 400 let (2001)[1], 580 let (2006)[3]
- sanace: ano[1]

Dub roste asi 250 metrů na VSV od odbočky ze zelené turistické trasy mezi rybníky Prostřední a Velká Houkvice.

## Stav stromu a údržba
Strom je ošetřený, dutiny zakryté dřevěným žaluziováním a kořenové náběhy chráněné proti ošlapu ohradou z neopracovaných větví. Přestože žil dlouhou dobu v porostu, vytvořil rozložitou korunu o šířce 24 metrů (2001). V roce 2009 byly v okolí dubů vykáceny smrkové porosty, což odkrylo mohutnost dubu a dalších staletých stromů.
Strom je chráněný jako součást přírodní rezervace U Houkvice. Oficiální seznam památných stromů AOPK ČR ani seznam významných stromů Lesů České republiky jej neuvádí.

## Historie
Strom se do dnešních dnů dochoval i díky předválečné iniciativě konzervátora Františka Hrobaře a ochraně ze strany tehdejšího majitele panství, Leopolda hraběte Sternberga, velkostatkáře v Častolovicích, který v katastru Petrovic chránil celkem 64 stromů, převážně dubů letních. Již tehdy ale Dub za Velkou Houkvicí vynikal jak vzrůstem (obvod 780 cm oproti ostatním dubům v oblasti o obvodu 310–530 cm) tak i věkem (tehdy odhadovaných 500 let oproti 180-350 letům ostatních chráněných stromů).

## Památné a významné stromy v okolí
- staré stromy v přírodní rezervaci, např. duby s obvodem 458, 530 cm, buky 416, 383 cm
- Duby ve Štěnkově

František Hrobař v roce 1940 uváděl jako další chráněné stromy v Petrovicích: U vrat na dvoře č. 23 jírovec maďal (obvod 224 cm, věk 130 let), dub zimní v obecním lese u rybníčku v části Končiny (obvod 288 cm, vk 130-150 let) a 2 duby zimní na hrázi bývalého rybníka v části Na stavu (obvody 475 a 600 cm, věk 400-500 let pro oba).